# What's It Gonna Take? (álbum)
What's It Gonna Take es el cuadragésimo tercer álbum de estudio del músico norirlandés Van Morrison, publicado por la compañía discográfica Virgin Records en mayo de 2022. El álbum alcanzó el top diez en países europeos como Alemania, Austria y Suiza, pero se convirtió en su primer trabajo en cincuenta años en no entrar en la lista estadounidense Billboard 200.

## Recepción
Si bien la música y el sonido del álbum fueron generalmente bien recibidos por la crítica musical, su contenido lírico, marcado por el negacionismo del COVID-19, fue ampliamente criticado. En The Arts Desk, Nick Hasted lo calificó con dos de cinco estrellas, acusó al artista de "monomanía" y calificó el álbum de "egocéntrico, pernicioso y obsoleto". Sin embargo, señaló que las canciones seleccionadas eran de alta calidad. Allmusic le otorgó dos estrellas y media de cinco, con Stephen Thomas Erlewine comentando que la "mezcla resultante de R&B anodino e ira lo convierte en uno de los álbumes más raros" de su catálogo. En su columna Pop Medicine en MedPage Today, el Dr. Arthur Lazarus elogió la música de "primera clase", pero finalmente descartó el álbum como un "descenso ensimismado a la locura del COVID". También criticó a Morrison por ignorar las pruebas científicas, ver la pandemia de manera egocéntrica y hablar en contra de los medios mientras se beneficia de sus atenciones.
Por otra parte, la National Review dijo que el "álbum cultural y filosóficamente innovador se hace la pregunta de la época". Encuentra que, "[cantando] desde un lugar de libertad innata", Morrison está "en un estado de ánimo vigoroso e inventivo" y concluye que "describe la represión reciente de la cultura".

## Lista de canciones
Todas las canciones escritas y compuestas por Van Morrison. 
| N.º | Título                                | Duración |  |
| 1.  | «Dangerous»                           | 7:40     |  |
| 2.  | «What’s It Gonna Take?»               | 3:23     |  |
| 3.  | «Fighting Back Is The New Normal»     | 3:36     |  |
| 4.  | «Fodder For The Masses»               | 4:45     |  |
| 5.  | «Can’t Go On This Way»                | 6:42     |  |
| 6.  | «Sometimes It’s Just Blah Blah Blah»  | 3:37     |  |
| 7.  | «Money From America»                  | 7:36     |  |
| 8.  | «Not Seeking Approval»                | 6:31     |  |
| 9.  | «Damage And Recovery»                 | 4:05     |  |
| 10. | «Nervous Breakdown»                   | 5:09     |  |
| 11. | «Absolutely Positively The Most»      | 5:20     |  |
| 12. | «I Ain’t No Celebrity»                | 4:41     |  |
| 13. | «Stage Name»                          | 4:28     |  |
| 14. | «Fear And Self-Loathing In Las Vegas» | 5:04     |  |
| 15. | «Pretending»                          | 6:47     |  |

## Posición en listas
| País                          | Posición |
| ----------------------------- | -------- |
| Australia (ARIA)              | 94       |
| Austria (Ö3 Austria)          | 9        |
| Bélgica (Ultratop flamenca)   | 19       |
| Bélgica (Ultratop valona)     | 142      |
| Países Bajos (Album Top 100)  | 14       |
| Alemania (Offizielle Top 100) | 8        |
| Italia (FIMI)                 | 93       |
| España (PROMUSICAE)           | 25       |
| Suiza (Schweizer Hitparade)   | 7        |
| Reino Unido (UK Albums Chart) | 62       |